# Deus Meus
Deus Meus − polska grupa muzyczna grająca muzykę chrześcijańską z gatunków soul, funk i reggae. Ważne miejsce w repertuarze zajmuje też muzyka liturgiczna, którą grupa wykonuje podczas mszy.

## Historia
Zespół zawiązał się w 1994 podczas Spotkania Muzyków Chrześcijan w Ludźmierzu. Założycielem był o. Andrzej Bujnowski, dominikanin (działający w tamtym czasie w Szczecinie) oraz uczestniczący z nim w tych Spotkaniach pochodzący z Kamienia Pomorskiego Ewa Feret, Hubert Kowalski oraz Siostry Zakonne (Uczennice Krzyża) ze Szczecina Ancilla Krysmalska i Franciszka Godlewska. Z muzykami współpracę podjęli Mietek Szcześniak oraz Marcin Pospieszalski, który stał się też aranżerem i producentem albumów zespołu. Pierwszy album Hej, Jezu! (1995) wydało krakowskie wydawnictwo "M". Parokrotnie wznawiany, stał się jednym z pierwszych na polskim rynku albumów muzyków chrześcijańskich i sprzedał się w nakładzie ponad 50 tys. egzemplarzy. Rok później zespół wydał Słońce nagle zgasło (1996) z polskimi pieśniami wielkopostnymi. W następnych latach ukazywały się nowe albumy: Jezus zwyciężył (1997, z grupą Oweyo), Mój Jezus (1997), Chwała Barankowi (1998), Jahwe (2002) oraz Wniebowianki (2012). Z zespołem grali gościnnie m.in. Robert Amirian, dzieci z Arki Noego, Tomasz Budzyński, bracia Golec, Mietek Szcześniak i Michał Kulenty. Zespół występował m.in. podczas Międzynarodowego Festiwalu Song of Songs w Toruniu (1998–2000 i 2005). 
Zespół śpiewał też podczas następujących spotkań i uroczystości:
- Spotkanie z Janem Pawłem II w Gliwicach – koncert dla kilkudziesięciu tysięcy osób
- ekumeniczne Zjazdy Gnieźnieńskie (2004, 2005, 2007)
- Koncerty Papieskie w Teatrze Wielkim i Teatrze Narodowym w Warszawie (transmisje w TVP; 2001, 2002),
- Międzynarodowy Festiwal Muzyki Sakralnej w Częstochowie,
- Odsłonięcie Krzyża Papieskiego – Pl. Piłsudskiego w Warszawie – koncert dla kilkudziesięciotysięcznej widowni
- Uroczystość wprowadzenia relikwii Jana Pawła II – Kraków
- Uroczystość beatyfikacji bł. Jerzego Popiełuszki – uroczysty koncert – Warszawa
- "Do Źródła" czuwanie z okazji kanonizacji Jana Pawła II - Pl. Piłsudskiego - Warszawa

Oprócz działalności koncertowej Deus Meus brał udział w projektach muzycznych innych artystów oraz w programach telewizyjnych i radiowych. Zespół rozpoczął również działalność warsztatową. W roku 2013 prowadził m.in. warsztaty muzyczne dla Szczecinian włączając się w ożywienie środowiska lokalnego. Członkowie zespołu prowadzili również warsztaty w Łodzi, Radomiu oraz pod Warszawą. Chórzyści Deus Meux są inicjatorami i współtwórcami inicjatyw nurtu muzyki chrześcijańskiej w Polsce i poza granicami m.in. takich jak: Warsztaty Muzyki Liturgicznej (w różnych miastach Polski oraz Wielkiej Brytanii), rokroczne koncerty Jednego Serca - Jednego Ducha w Rzeszowie (projekt o zasięgu międzynarodowym), Warsztaty Muzyczne z New Life’M, Diecezjalne Warsztaty Muzyczne w Radomiu. Realizują również własne projekty muzyczne, rozwijając swoje zdolności jako muzycy, wokaliści, dyrygenci, pedagodzy, twórcy piosenek.

## Skład
Skład instrumentalny, według spisu z albumu Wniebowianki, wydanego w 2012 roku:
- Michał Starkiewicz (gitary)
- Marcin Pospieszalski (gitara basowa)
- Tomasz Basiuk (instrumenty klawiszowe)
- Kamil Cudzich (perkusja)
- Thomas Celis Sanchez (instrumenty perkusyjne)
- Daniel Pomorski (trąbka)
- Łukasz Kluczniak (saksofon)

Na albumach i koncertach od początku istnienia zespołu grało ponadto kilkadziesiąt osób.

## Dyskografia
- Hej, Jezu! (1995; wydana pod szyldem Inicjatywa Muzyczna Ludźmierz)
- Słońce Nagle Zgasło (1996)
- Mój Jezus (1997)
- Jezus Zwyciężył! (1997; nagrane 26 lipca 1996 w Gorzowie Wielkopolskim podczas spotkania grup Odnowy Charyzmatycznej)
- Chwała Barankowi (1998)
- Jahwe (2002)
- Trasa (2006; koncertowa)
- Wniebowianki (2012)